# The Unforgettable Fire
| Оценки критиков      | Оценки критиков |
| Источник             | Оценка          |
| -------------------- | --------------- |
| Allmusic             | [ 2 ]           |
| The Austin Chronicle | [ 3 ]           |
| BBC Music            | (положительно)  |
| CCM Magazine         | (положительно)  |
| Hot Press            | (12/12)         |
| Rolling Stone        | [ 7 ]           |
| Rolling Stone Russia | [ 8 ]           |
| Роберт Кристгау      | (B+)            |

The Unforgettable Fire (с англ. — «Незабываемый огонь») — четвёртый студийный альбом рок-группы U2, выпущенный 1 октября 1984 года.
В честь 25-летия альбома 27 октября 2009 года вышло юбилейное издание The Unforgettable Fire, включающее ремастированную версию альбома, дополнительный CD с би-сайдами и ранее не изданными композициями, и DVD с несколькими концертными выступлениями и фильмом «The Unforgettable Fire Collection» (30-минутное документальное видео о записи альбома в Замке Слейн и видеоклипы).
11 сентября 1995 года Американская ассоциация звукозаписывающих компаний присвоила альбому трижды платиновый статус.
Сергей Степанов («Афиша Daily») в своём обзоре творчества группы писал, что с этой пластинкой группа освоила «атмосферное, широкоэкранное, а местами и вполне арт-роковое звучание», подчёркивая характерную для ранних U2 способность «прибавлять от альбома к альбому».

## Список композиций
Музыка — U2, тексты песен — Боно.
1. «A Sort of Homecoming» — 5:28
2. «Pride (In the Name of Love)» — 3:49
3. «Wire» — 4:19
4. «The Unforgettable Fire» — 4:55
5. «Promenade» — 2:34
6. «4th of July» — 2:14
7. «Bad» — 6:08
8. «Indian Summer Sky» — 4:19
9. «Elvis Presley and America» — 6:22
10. «MLK» — 2:32

### Юбилейное переиздание
| №                   | Название                                                     | Источник                                                         | Длительность |
| ------------------- | ------------------------------------------------------------ | ---------------------------------------------------------------- | ------------ |
| 1.                  | «Disappearing Act»                                           | неизданный трек с сессий The Unforgettable Fire; закончен в 2009 | 4:35         |
| 2.                  | «A Sort of Homecoming (выступление на Арене Уэмбли, Лондон)» | Wide Awake in America EP                                         | 4:07         |
| 3.                  | «Bad (выступление в NEC, Бирмингем)»                         | Wide Awake in America EP                                         | 8:00         |
| 4.                  | «Love Comes Tumbling»                                        | «The Unforgettable Fire» b-side                                  | 4:52         |
| 5.                  | «The Three Sunrises»                                         | «The Unforgettable Fire» b-side                                  | 3:53         |
| 6.                  | «Yoshino Blossom»                                            | неизданный трек с сессий The Unforgettable Fire                  | 3:39         |
| 7.                  | «Wire (Kevorkian 12" Vocal Remix)»                           | ранее не издававшийся ремикс                                     | 5:12         |
| 8.                  | «Boomerang I»                                                | «Pride (In the Name of Love)» b-side                             | 2:48         |
| 9.                  | «Pride (In the Name of Love) (extended single version)»      | «Pride (In the Name of Love)» a-side                             | 4:43         |
| 10.                 | «A Sort of Homecoming (Daniel Lanois Remix)»                 | неизданная версия сингла 1985 года, при участии Питера Гэбриела  | 3:18         |
| 11.                 | «11 O'Clock Tick Tock (long version)»                        | «Pride (In the Name of Love)» b-side                             | 4:11         |
| 12.                 | «Wire (Celtic Dub Mix)»                                      | 7" промовинил к журналу NME 1985 года                            | 4:36         |
| 13.                 | «Bass Trap»                                                  | «The Unforgettable Fire» b-side                                  | 5:15         |
| 14.                 | «Boomerang II»                                               | «Pride (In the Name of Love)» b-side                             | 4:50         |
| 15.                 | «4th of July (single version)»                               | «Pride (In the Name of Love)» b-side                             | 2:26         |
| 16.                 | «Sixty Seconds in Kingdom Come»                              | «The Unforgettable Fire» b-side                                  | 3:15         |
| Общая длительность: | Общая длительность:                                          | Общая длительность:                                              | 69:34        |

## В записи участвовали
- Боно — вокал, ритм-гитара;
- Эдж — гитара, клавишные, вокал;
- Адам Клейтон — бас-гитара;
- Ларри Маллен-мл. — барабаны;
- Брайан Ино — клавишные, бэк-вокал;
- Даниель Лануа — бэк-вокал;
- Питер Гэбриел — вокал в «A Sort of Homecoming» (Daniel Lanois remix).

Автор аранжировок струнных инструментов — Ноэл Килехан.
Дизайн обложки — Стив Эверилл, Антон Корбейн.

## Позиции в чартах
Альбом:

| Год  | Чарт              | Позиция |
| ---- | ----------------- | ------- |
| 1984 | The Billboard 200 | 12      |
| 1984 | UK Albums Chart   | 1       |
| 2009 | Top Pop Catalog   | 6       |

| Чарт (1984)                  | Позиция |
| ---------------------------- | ------- |
| Великобритания (Gallup Poll) | 38      |
| Чарт (1985)                  | Позиция |
| Канада (RPM Year-End)        | 68      |